# Revsund, Sundsjö, Bodsjö församling
Revsund, Sundsjö, Bodsjö församling är en församling i Södra Jämtland-Härjedalens kontrakt i Härnösands stift. Församlingen ligger i Bräcke kommun i Jämtlands län.
Församlingen ingår i Sydöstra Jämtlands pastorat.

## Administrativ historik
Församlingen bildades den 1 januari 2010 genom sammanslagning av Revsunds församling, Sundsjö församling och Bodsjö församling och bildade då ett eget pastorat. Församlingen utgjorde till 2012 ett eget pastorat. Från 2012 till 2022 ingick församlingen i Bräcke-Revsunds pastorat och därefter i Sydöstra Jämtlands pastorat

## Kyrkor
- Revsunds kyrka
- Sundsjö kyrka
- Bodsjö kyrka